# Отто Штольц
Отто Штольц (нім. Otto Stolz; 3 червня 1842, Галль-ін-Тіроль, Австрійська імперія — 23 листопада 1905, Інсбрук, Австро-Угорщина) — австрійський математик, відомий працями в області математичного аналізу. Відомою в математичному аналізі є доведена ним теорема Штольца — своєрідний аналог правила Лопіталя для послідовностей.

## Біографія
Народився в місті Галль-ін-Тіроль, вчився в Інсбруці з 1860 року та у Відні з 1863 року, де у 1867 захистив докторську дисертацію. Два роки потому у Берліні вчився під керівництвом Карла Вейєрштрасса, Ернста Куммера і Леопольда Кронекера. У 1871 слухав лекції Альфреда Клебша та Фелікса Клейна у Геттінгені. Опісля повернувся в Інсбрук як професор математики. У 1890/91 академічному році був ректором Інсбруцького університету.
Помер в Інсбруці 23 листопада 1905 року.

## Наукова діяльність
Спочатку працював в області геометрії, яка була темою його дисертації, але пізніше, під впливом Вейєрштрасса, зосередився на математичному аналізі.
Він довів, зокрема, твердження про те, що неперервна функція {\displaystyle f(x)}, яка визначена на замкнутому інтервалі {\displaystyle [a,b]} і справджує на ньому нерівність
{\displaystyle f\left({\frac {x+y}{2}}\right)\leq {\frac {f(x)+f(y)}{2}},}
має праву та ліву похідні в кожній точці інтервалу {\displaystyle [a,b]}.
У 1885 році встановив результат, відомий тепер як теорема Штольца.
Опублікував ряд робіт, у яких розглядав побудову неархімедових розширень дійсних чисел.